# Molí del Solsona de Baix
El Molí del Solsona de Baix és un molí de Torrefeta, al municipi de Torrefeta i Florejacs (Segarra), inclòs a l'Inventari del Patrimoni Arquitectònic de Catalunya.
És un petit molí d'una sola planta. A la façana sud, hi ha l'entrada amb arc rebaixat de mig punt i porta de fusta de doble batent. A la resta de façanes no hi ha obertures. A l'interior la coberta és lleugerament apuntada. L'exterior està ple de vegetació. L'antiga bassa actualment és un hort